# 哈羅德·拉斯威爾
哈羅德·德怀特·拉斯威爾（英語：Harold Dwight Lasswell，1902年2月13日—1978年12月18日）是1950年代至1970年代美國社會科學的泰斗，是各種學問科技整合運動的主要人物。曾於耶魯大學學習政治學，並於同校任教。
他曾是耶鲁大学的法学教授。他曾担任美国政治科学协会、美国国际法学会和世界艺术与科学学院的主席。
美國學術聯合會（American Council of Learned Societies）褒揚拉斯威爾是「所有社會科學的大師，各領域的先鋒」（Master of all social sciences and pioneer in each）。他的学术导师是查尔斯·爱德华·梅里亚姆。

## 对传播学的贡献
拉斯韦尔被认为是传播学四大奠基人之一，其对传播学的贡献主要包括：
- 5W模式。拉斯韦尔于1948年发表的论文《传播在社会中的结构和功能》中提出了研究传播行为过程的五个要素：谁传播，传播什么，通过什么渠道，向谁传播，传播效果如何（Who says what in which channel to whom with what effect）。这被稱为传播学的“5W”模式。针对这五个要素的研究分别为控制研究、内容研究、媒介研究、受众研究和效果研究。这一观点被认为是对传播学研究对象的最早确定，但也存在缺陷，如不包含反馈问题，不考虑传播行为动机和不顾社会环境对传播活动的影响等。
- 指出了传播的三大功能：监视环境，联系社会和传递遗产。
- 拉斯韦尔对宣传的研究也作出了突出的贡献。

其著作包括《世界大战中的宣传技巧》、《传播在社会中的结构和功能》等。

## 对政治学的贡献
拉斯韦尔对政治学的定义是：“政治是研究某人于某时、某地、以某种方法得到某种事物的学问”。